# … denn alle Schuld rächt sich auf Erden
… denn alle Schuld rächt sich auf Erden ist ein deutsches Stummfilmdrama von Stellan Rye aus dem Jahre 1913.

## Handlung
Die junge und ein wenig naive Konservatoriumsstudentin Grete Rothe lernt eines Tages einen deutlich älteren, soignierten Herrn kennen. Seine Weltgewandtheit, sein Altherrencharme und seine adelige Herkunft beeindrucken sie derart, dass sie sich auf eine Liebelei mit diesem Baron Rüttersheim einlässt. Sie kann nicht ahnen, dass der verheiratete Mann sie lediglich als Spielzeug, als nette Abwechslung in seinem Liebeseinerlei sieht. Von dem sich äußerst unnobel verhaltenden Nobelmann verführt zurückgelassen, sieht Grete ihre Ehre besudelt und glaubt, ihren guten Ruf nur noch dadurch wiederherstellen zu können, indem sie den Freitod im Wasser sucht.
Die junge Künstlerin wird jedoch gerettet und lernt, wie es der Filmzufall so will, ausgerechnet die Gattin des ruchlosen Liebhabers kennen. Diese nimmt sie in ihr Haus auf, ihr Mann ist gerade auf einer mehrmonatigen Überseereise. Frau Baronin stellt Grete als Gesellschafterin ein, und wenig später lernt das Mädchen Rüttersheims bereits erwachsenen Sohn Paul kennen. Der Achtzehnjährige verliebt sich rasch bis über beide Ohren in sie. Grete nimmt diese Schwärmereien hin, erwidert sie aber nicht. Als ihr Verführer wieder heimkehrt, stehen sich beide wie vom Donner gerührt gegenüber. Trotz seines schäbigen Verhaltens verfällt Grete erneut dem alten Lustmolch.
Paul, der unbedingt mehr von Grete will, wird zwar nicht völlig beiseitegeschoben, jedoch auf Abstand gehalten. Es dauert nicht lang, da bekommt Frau Baronin alles über ihres untreuen Gatten Affäre mit ihrer Gesellschafterin heraus. Zornig jagt sie Grete Rothe aus dem Haus. Doch nun schmiedet Grete einen perfiden Racheplan und instrumentalisiert dafür auch den an ihren Lippen hängenden Paul. Getreu dem Spruch „Die Schuld der Väter rächt sich an den Kindern“ stirbt am Ende nicht der Alt-Baron, sondern vielmehr sein unschuldiger Sohn. An Pauls Leiche stehend, bereut der gramgebeugte Rüttersheim sein unseliges Verhalten Grete gegenüber.

## Produktionsnotizen
… denn alle Schuld rächt sich auf Erden entstand im Komet-Film-Atelier in der Berliner Müllerstraße 182. Das vieraktige Sozialdrama mit einer Länge von etwa 1100 Metern kostete 1526 Reichsmark, passierte die Filmzensur am 6. August 1913 und wurde am 10. Oktober 1913 in Österreich-Ungarn uraufgeführt. Eine Woche später, am 17. Oktober 1913, fand auch die deutsche Erstaufführung statt.
Auch die Filmbauten schuf Stellan Rye.

## Kritik
„Nach diesem Goetheschen Wort hat Hans Heinz Ewers sein zweites Filmdrama benannt und mit großer dichterischer Konsequenz durchgeführt. Mit seltener Schönheit ist ihm die Zeichnung der weiblichen Hauptgestalt gelungen, die eines Tages so ohne Vorsicht in die Netze eines Verführers läuft, von Glanz und Wohlleben kurze Zeit getäuscht und ebenso bald enttäuscht ist, als sie sich verlassen sieht und ihr unbekannter Galan sich als anderweitig gebunden erklärt. (…) Das Drama ist von einer selten packenden Wirkung, ein Sittengemälde, das ein echter Dichter gezeichnet, ein glänzender Regisseur inszeniert, aber auch gute Darsteller gespielt haben. Grete Berger wächst aus kleinen nichtssagenden Anfängen im ersten Akt in ungeheuer große künstlerische Momente hinein.“